# Newen Afrobeat
Newen Afrobeat ist eine chilenische Band, die 2009 gegründet wurde und als erste des Landes Musik im Stile des Afrobeat machte. Diese basiert auf dem musikalischen Erbe des nigerianischen Sängers Fela Kuti. Newén bedeutet Kraft in Mapudungun, der Sprache der indigenen Mapuche.

## Historie
Ihr erstes Album, Newen Afrobeat, wurde 2013 veröffentlicht. Ihr Stil ist inspiriert von Fela Kutis Afrobeat und in ihrem Repertoire finden sich einige Versionen von Liedern des nigerianischen Sängers. Im Jahr 2017 veröffentlichten sie ein zweites Werk, eine EP mit dem Titel Newen Plays Fela.
Die Musik von Newén Afrobeat wird auch stark beeinflusst von den indigenen Wurzeln ihres eigenen Landes. Ihre Konzerte verstehen sich als kämpferische Unterstützung der indigenen Bevölkerung in Südamerika. Im Jahr 2019 brachten sie eine dritte CD heraus, Curiche. Am 22. Oktober 2021 wurde die erste Single Coffin for Head of State von der neuen EP Newen Plays Fela II auf youtube veröffentlicht.

## Diskografie
- 2014: Newen Afrobeat
- 2017: Newen Plays Fela (EP)
- 2019: Curiche
- 2021: Newen plays Fela II (EP)